# 大補帖 (電腦術語)
大補帖本來是指補藥，1990年代隨著光碟燒錄技術的普及，在台灣出現許多人在電腦賣場周圍，或是在網路上讓人下單，販售許多燒錄各種商業軟體於一張的盜版光碟，這種盜版光碟因為其「內容豐富」的特性，於是被俗稱為大補帖，簡稱補帖，或是拼音縮寫「DBT」。因為台灣曾經出過一款名为大補帖的品牌泡麵，所以這類盜版光碟有另一黑話：「泡麵」，因此在台灣當人們要購買盜版光碟時，也往往會說要買「泡麵」。在2000年後隨著寬頻網路的普及，大補帖也逐漸被各種FTP站、P2P檔案交換所取代。
不過若只是將免費軟體、共享軟體或自由軟體集合在一張光碟中也能稱為大補帖，故大補帖不一定是非法的。
1995年左右，光碟開始普及，一張CD-ROM的容量和原本主流的攜帶式儲存設備3.5吋磁碟片相比，足足大上上百倍，原本許多軟體都以磁碟片為平台，常常容量不足10MB，於是容量超過600MB的光碟便能一口氣裝下非常多的軟體。當時台灣盜版技術盛行，電腦科技發達，便有人利用此項特性，大量壓片光碟，內含眾多磁片時代軟體，讓取得這些盜版光碟的人都為之一亮，內容豐富震撼當時的使用者，而這些光碟就被稱為大補帖。
舉例來說，一張遊戲大補帖可能包含了非常多MS-DOS、Windows 95下可執行的遊戲。
後來，軟體容量愈來愈大，一張光碟能包含的軟體數目不再令人震驚，而且政府開始重視盜版掃蕩，大量壓製盜版光碟的公司大半消失，大補帖一詞漸漸消失在流行的洪流中，許多盜版軟體光碟可能也只含一到兩樣軟體而已，不再給人「大補帖」的感覺。
2004年左右，台灣寬頻網路更是開始普及，軟體間傳輸更為簡便，漸漸不再需要利用光碟搭載。
至今，網路上有非常多軟體可供取得，可能是合法，也可能是非法，總之利用網路取得基本軟體在台灣已經是非常普通的事情。即便DVD容量又是CD的五倍以上，但人們已經鮮少需要用一張光碟來攜帶大量的軟體了。
2009年起，隨著光碟與寬頻網路技術的普及導致網路頻寬的壅塞及飽和，在台灣出現許多在遊戲商店周圍、或是在電話上讓人預定選購，販售許多次世代商業電玩軟體於整顆硬碟的新式銷售手法；這種盜版硬碟因為其「內容豐富」的特性，於是被俗稱為WII大補碟、PS2大補碟、PS3大補碟、X-BOX大補碟、X-BOX 360大補碟、藍光電影大補碟，將商業正版遊戲直接備份至硬碟再透過USB連結次世代主機。

## 相關
- 港台盜版時期
- 特別301報告